# 10万分の1
『10万分の1』（じゅうまんぶんのいち）は、宮坂香帆による日本の少女漫画作品。『Cheese!』（小学館）にて、2015年10月号から2018年10月号まで掲載された。2021年3月時点で累計発行部数は120万部を突破している。
本作連載開始の前月号まで『Cheese!』に連載していた宮坂の作品『あかいいと』の登場人物・桜木莉乃と桐谷蓮を主役としている。
2020年11月27日に白濱亜嵐 (EXILE / GENERATIONS)と平祐奈主演で実写映画版が公開された。

## あらすじ
紫上学園2年生の桜木莉乃はごく普通の女子高生で、クラスメイトの桐谷蓮が好きだが、過去に初恋の男子に太ももの傷を馬鹿にされたことが後を引いて一歩前に踏み込む勇気がでない。桐谷との距離が近づくにつれて想いがあふれ、ついに告白する。その直後桐谷からも告白されふたりは付き合うことになる。
クラスの女子のいじめやずっと莉乃に想い寄せていた後輩で千紘の弟の裕人が剣道部に入部して莉乃に猛アタックしてきたりと、波乱がありながらも桐谷との幸せな学園生活を送っていた。だが、ある日莉乃は足が思うように動かせなくなり、倒れてしまう。病院では何もなかっと安心するが、その後も「力が入らなくなる」というような変調が起こり、ALS（筋萎縮性側索硬化症）という10万人にひとりの確率でかかる国の指定難病であることを疑う。
ALSの可能性に恐怖と不安から自ら死を考えてしまうが蓮や周囲の人々の愛情を受け「生きる」決意をする。ALSと診断されてからは身体が動かなくなる不安を抱えながらも蓮と結ばれたいと強く望むようになる。蓮や千紘たちは自身の進路を考え直す。後夜祭で莉乃と蓮は、ついに結ばれる。
莉乃は車椅子生活になり、以前よりも身体の自由がきかなくなることが多くなり、粗相をしたことのショックや蓮の進路のことで蓮に負担を強いていると思い、蓮との別れを告げてしまうが、蓮は莉乃に対して変わらぬ強い気持ちを抱いており、莉乃は蓮からプロポーズされる。

## 登場人物
桜木 莉乃（さくらぎ りの）
紫上学園2年生
桐谷 蓮（きりたに れん）
紫上学園2年生、剣道部の主将。
橘 千紘（たちばな ちひろ）
紫上学園2年生、剣道部マネージャー。莉乃とは昔からの親友。
比名瀬 祥（ひなせ しょう）
紫上学園2年生、桐谷と同じ剣道部。千紘の彼氏。
橘 裕人（たちばな ゆうと）
紫上学園1年生、剣道部。千紘の弟で昔から莉乃に片思いしている。

### 桐谷家
蓮も元は警察官になる予定だった警察一家。
桐谷 和（きりたに かず）
蓮の祖父。剣道八段の元・警視総監。
桐谷 海（きりたに かい）
蓮の父。剣道七段の地元警察署の署長。
桐谷 直（きりたに なお）
蓮の母。剣道二段の元・婦警。
桐谷 慧（きりたに けい）
蓮の兄。剣道四段の第一機動隊小隊長。
桐谷 郁（きりたに いく）
蓮の姉。剣道三段の警部補。

## 書誌情報
- 宮坂香帆 『10万分の1』 小学館〈Cheeseフラワーコミックス〉、全9巻
  1. 2016年1月26日発売、ISBN 978-4-09-138296-2
  2. 2016年5月26日発売、ISBN 978-4-09-138453-9
  3. 2016年9月26日発売、ISBN 978-4-09-138578-9
  4. 2017年3月24日発売、ISBN 978-4-09-139136-0
  5. 2017年6月26日発売、ISBN 978-4-09-139180-3
  6. 2017年10月26日発売、ISBN 978-4-09-139679-2
  7. 2018年1月26日発売、ISBN 978-4-09-139871-0
  8. 2018年6月26日発売、ISBN 978-4-09-870173-5
  9. 2018年10月26日発売、ISBN 978-4-09-870252-7

## 映画
2020年11月27日に公開された。監督は三木康一郎。
なお、第33回東京国際映画祭（2020年10月31日 - 11月9日）に特別招待作品として出品され、11月5日に東京・EXシアター六本木でワールドプレミア上映が行われている。

### キャスト
- 桐谷蓮：白濱亜嵐 (EXILE / GENERATIONS)
- 桜木莉乃：平祐奈
- 橘千紘：優希美青
- 比名瀬祥：白洲迅
- 山﨑萌香[8]
- 森田想[8]
- 吉永アユリ[8]
- 中尾暢樹[8]
- 土村芳[8]
- 桜木春夫：奥田瑛二

### スタッフ
- 原作：宮坂香帆『10万分の1』（小学館 フラワーコミックス刊）
- 監督：三木康一郎
- 脚本：中川千英子
- 音楽：小山絵里奈
- 主題歌：GENERATIONS from EXILE TRIBE「Star Traveling」（rhythm zone）
- 挿入歌：眉村ちあき「36.8℃」[9]
- 製作：岡田美穗、杉田成道、村松克也、金在龍、高橋一仁
- プロデューサー：中畠義之、林絵理、竹本聡志、齋藤寛朗
- アソシエイトプロデューサー：沖貴子
- 撮影：板倉陽子、彦坂みさき
- 照明：緑川雅範、木村匡博
- 録音：小原善哉、前田一穂
- 美術：金勝浩一
- 装飾：岩本智弘
- 編集：渋谷陽一
- 衣装：石原徳子
- ヘアメイク：菊地弥生
- スクリプター：吉野咲良
- 選曲：長澤佑樹
- 音響効果：本郷俊介
- 助監督：森裕史、佐伯竜一
- 制作担当：塚村悦郎、米田伸夫
- 配給：ポニーキャニオン、関西テレビ放送
- 制作プロダクション：メディアプルポ、カズモ
- 製作：映画「10万分の1」製作委員会（関西テレビ放送、日本映画専門チャンネル、ポニーキャニオン、カカオジャパン、サンライズプロモーション東京）